# Filip I av Flandern
Filip I av Flandern, född 1142, död 1191, var regerande greve av Flandern från 1168 till 1191.